# Lambacher Hütte
Die Lambacher Hütte ist eine Schutzhütte der Sektion Lambach des Österreichischen Alpenvereins. Sie befindet sich auf 1432 m ü. A. Höhe unterhalb des Sonnkogels am Rande der Sandlingalm im Gemeindegebiet von Bad Goisern im Westen des Toten Gebirges im Inneren Salzkammergut in Österreich. Es ist eine Selbstversorgerhütte. Die Hütte wurde 1924/1925 erbaut und am 6. September 1925 feierlich eingeweiht. 1947–1951 und 1977 (Anbau) wurde sie erweitert. 2007 erlitt sie einen Sturmschaden.

## Tourenmöglichkeiten

### Zustiege
- von Oberlupitsch (Altaussee) (865 m),  ca. 1½ Stunden
- von Altaussee (727 m), ca. 3 Stunden
- von Bad Goisern, Ortsmitte (500 m), ca. 3½ Stunden
- von Bad Ischl (469 m), ca. 5 Stunden

### Gipfelbesteigungen
- Sandling (1717 m), ca. 1¼ Stunden

### Übergänge zu Nachbarhütten
Die Hütte ist Stützpunkt auf dem Nordalpenweg (Österreichischer Weitwanderweg 01 vom Neusiedler See zum Bodensee):
- zum Ischler Hütte (1365 m), ca. 4½ Stunden
- zur Loserhütte (1497 m), ca. 4 Stunden